# Ebersberger Forst

Der Ebersberger Forst, bestehend aus den gemeindefreien Gebieten Anzinger Forst, Ebersberger Forst und Eglhartinger Forst, ist auf der Gemeindekarte des Landkreises Ebersberg dunkelgrau hervorgehoben

Die grüne Tanne im Wappen des Landkreises Ebersberg versinnbildlicht den ausgedehnten Ebersberger Forst

Mit Ebersberger Forst wird ein ausgedehntes Waldgebiet ca. 20 bis 30 km östlich von München im Landkreis Ebersberg bezeichnet, das sich im Wesentlichen aus den gemeindefreien Gebieten Anzinger Forst, Ebersberger Forst und Eglhartinger Forst zusammensetzt. Die drei namensgleichen Gemarkungen schließen die kleinen Exklaven ein. Lindach im Hauptteil der Gemeinde Hohenlinden liegt in der Nähe, ist aber durch einen rund 160 Meter breiten Korridor nördlich der Bundesstraße 12 vom übrigen Waldgebiet getrennt. Die gemeindefreien Gebiete umgeben einige kleinere, unbewaldete Exklaven der Gemeinden Kirchseeon, Ebersberg und Hohenlinden. In der Region München ist es mit Abstand das größte zusammenhängende Waldgebiet und dient für den Großraum München als Naherholungsgebiet.

## Lage und Größe
Mit seiner Ausdehnung von etwa 90 km² ist der Ebersberger Forst eines der größten zusammenhängenden Waldgebiete in Deutschland, das – abgesehen von den vorgenannten kleineren Exklaven – von keiner Siedlung unterbrochen ist. 77 km² der Fläche befinden sich im Besitz des Freistaats Bayern, der Rest ist Gemeinde- und Privatbesitz. Der Forst grenzt an folgende Städte und Gemeinden, beginnend im Süden: Ebersberg, Kirchseeon, Zorneding, Vaterstetten (Ortsteil Purfing), Anzing, Forstinning, Hohenlinden und Steinhöring. Durch den Ebersberger Forst wird der Landkreis Ebersberg in einen südlichen und einen nördlichen Teil, die sich sowohl landschaftlich als auch siedlungsspezifisch voneinander unterscheiden, geteilt. Dies zeigt sich auch sprachlich in den lokalen Bezeichnungen für die Landkreisbewohner südöstlich („Drinnerhoizer“) und nordwestlich des Forstes („Draußerhoizer“), jeweils aus Sicht der Kreisstadt Ebersberg.
Im Norden und Westen liegt er auf der Münchner Schotterebene und geht im Südosten in die bayerische Endmoränenlandschaft mit dem Naturschutzgebiet Egglburger See über. Neben der Lech-Höhe mit 622 m ist die Ludwigshöhe im Südosten bei Ebersberg mit 617 m eine der höchsten Erhebungen; auf ihr befindet sich ein 36 m hoher Aussichtsturm und das Museum Wald und Umwelt der Stadt Ebersberg. Vom Aussichtsturm hat man bei entsprechendem Wetter sehr gute Sicht auf die nördlichen Alpen von den Salzburger Alpen bis zum Wettersteingebirge.
Das Gebiet ist Teil des Forstreviers Ebersberg mit Sitz in Ebersberg, das auch den Wildpark Ebersberg betreut. Der Wildpark ist ein knapp 50 km² großes, eingezäuntes Areal, das die westliche Hälfte des Forstes einnimmt, mit einer nochmals abgetrennten Wildruhezone.

## Gliederung
Die rund 7700 Hektar Staatswald des Gebiets werden bewirtschaftet vom Forstbetrieb Wasserburg am Inn und bestehen aus den Revieren Forstinning (Nordosten), Kirchseeon (Südosten), Ingelsberg (Südwesten) und Anzing (Nordwesten). Der Staatswald gliedert sich einschließlich Lindach in 16 Staatsforstdistrikte, die traditionell mit aufsteigenden Römischen Zahlen nummeriert und mit Namen bezeichnet sind, entsprechend der Richtlinien für die Forsteinrichtung im Körperschaftswald, die aber seit einiger Zeit vom zuständigen Forstbetrieb Wasserburg am Inn auch durch zweistellige Zahlen bezeichnet werden. Sie sind wiederum in Abteilungen untergliedert, die nur durch aufsteigende natürliche Zahlen bezeichnet sind und zumeist Flurstücken entsprechen. Nur in Einzelfällen besteht eine Forstabteilung aus zwei oder mehr Flurstücken. Die Flurstücksnummern der Flurstücke im Grundbuch sind andere als die Nummern der Abteilungen. An den Grenzen dieser Flurstücke orientieren sich die allermeisten Wege und Geräumte im Gebiet. Die 16 Staatsforstdistrikte sind:
| Gemarkung Ebersberger Forst                                          | Gemarkung Anzinger Forst                                                        | Gemarkung Eglhartinger Forst                                                                                                   |
| -------------------------------------------------------------------- | ------------------------------------------------------------------------------- | --- |
| - I Hohenlinden - II Ebersberg - III Kapelle - IV Lehmberg (Lemberg) | - V Viereichen - VI Schwaberwegen - VII Forst Anzing - VIII Fichten - IX Buchen | - X Antoni Brunnen (Antonibrunnen) - XI Eglsee - XII Forst Eglharting - XIII Forst Pöring - XIV Einfang - XV Neukirchner Hölzl |

- XVI Lindach (Gemeinde Hohenlinden)

| Römische Zahl | Distrikt Nr. | Distriktname      | Fläche ha | Wald- fläche ha | Anzahl Abteilungen | Revier      | Gemarkung          |
| ------------- | ------------ | ----------------- | --------- | --------------- | ------------------ | ----------- | ------------------ |
| I             | 70           | Hohenlinden       | 659,8     | 629,3           | 31                 | Forstinning | Ebersberger Forst  |
| II            | 71           | Forst Ebersberg   | 212,8     | 204,2           | 17                 | Forstinning | Ebersberger Forst  |
| III           | 62           | Kapelle           | 391,2     | 376,1           | 24                 | Kirchseeon  | Ebersberger Forst  |
| IV            | 68           | Lemberg           | 510,5     | 488,8           | 28                 | Forstinning | Ebersberger Forst  |
| V             | 67           | Viereichen        | 847       | 816             | 41                 | Anzing      | Anzinger Forst     |
| VI            | 66           | Schwaberwegen     | 540,1     | 515             | 29                 | Anzing      | Anzinger Forst     |
| VII           | 65           | Forst Anzing      | 346,1     | 334,4           | 18                 | Ingelsberg  | Anzinger Forst     |
| VIII          | 64           | Fichten           | 696,5     | 658,2           | 36                 | Anzing      | Anzinger Forst     |
| IX            | 63           | Buchen            | 675,2     | 634             | 36                 | Anzing      | Anzinger Forst     |
| X             | 61           | Antoni-Brunnen    | 612       | 574,7           | 34                 | Kirchseeon  | Eglhartinger Forst |
| XI            | 56           | Eglsee            | 505,2     | 484             | 24                 | Kirchseeon  | Eglhartinger Forst |
| XII           | 57           | Forst Eglharting  | 543,6     | 514,9           | 30                 | Ingelsberg  | Eglhartinger Forst |
| XIII          | 60           | Forst Pöring      | 461,4     | 436,8           | 24                 | Ingelsberg  | Eglhartinger Forst |
| XIV           | 59           | Einfang           | 559,6     | 525,2           | 29                 | Ingelsberg  | Eglhartinger Forst |
| XV            | 58           | Neukirchner Hölzl | 6,7       | 6,6             | 1                  | Ingelsberg  | Eglhartinger Forst |
| XVI           | 69           | Lindach           | 70,1      | 67,3            | 2                  | Anzing      | Hohenlinden        |

## Enklaven

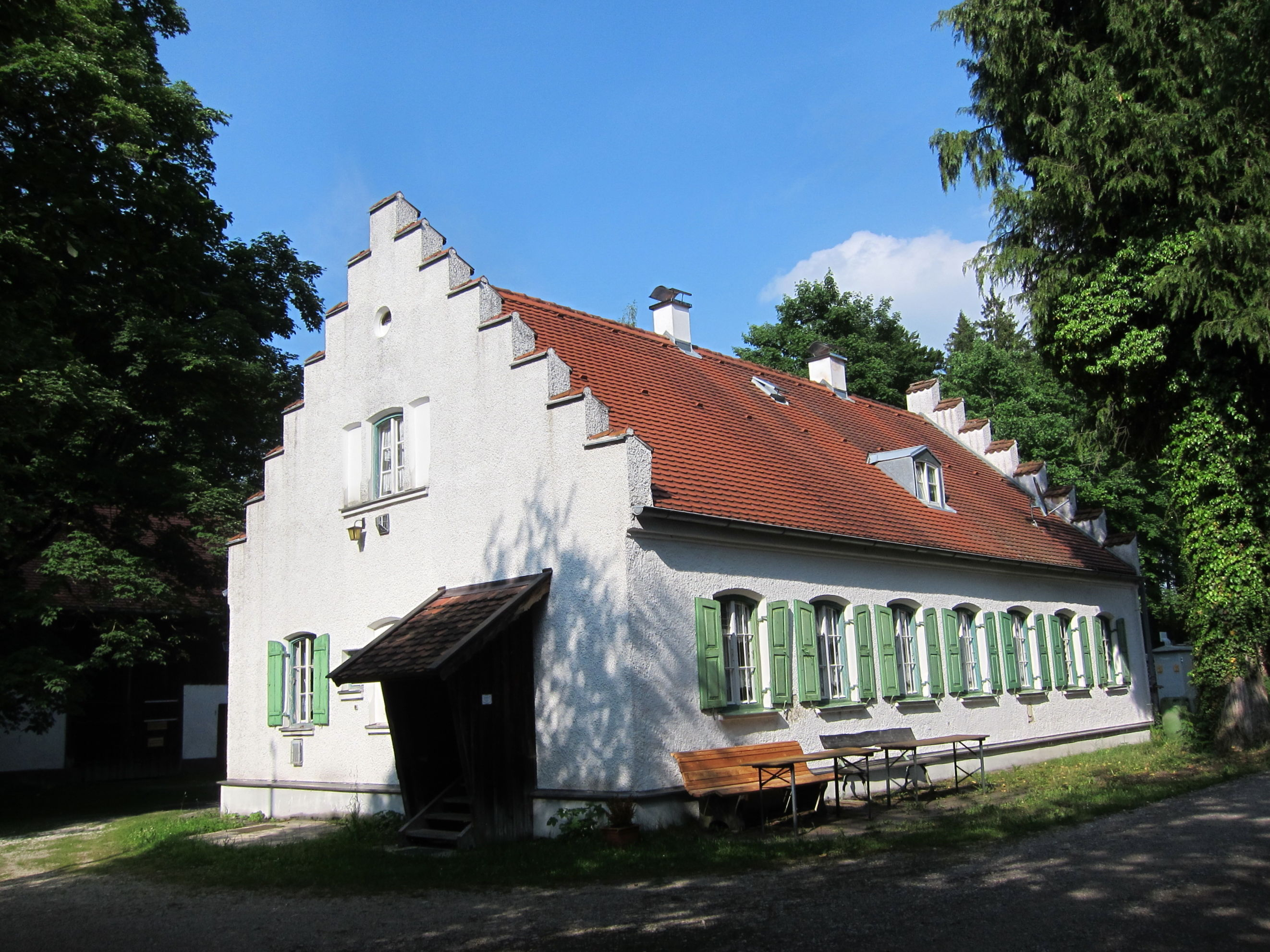
Forsthaus Diana; massiver zweigeschossiger Bau mit Staffelgiebel, 1854 erbaut als Parkjägerwohnhaus

Der aus den drei aneinandergrenzenden gemeindefreien Gebieten bestehende Ebersberger Forst umschließt mehrere kleine Enklaven, die zu benachbarten Gemeinden gehören. Dazu gehören:
- Forsthaus Diana (Gemeinde Kirchseeon, Gemarkung Eglhartinger Forst, Staatsforstdistrikt XII Eglhartinger Forst, zwei durch das Reitöster-Geräumt getrennte Gebietsteile) (24.671 m²)
- Forsthaus Hubertus (Gemeinde Ebersberg, auf drei Gemarkungen verteilt:
  - Gemarkung Anzinger Forst/Staatsforstdistrikt III Kapelle (Nordost-Teil, 1.959 m²)
  - Gemarkung Ebersberger Forst/Staatsforstdistrikt IX Buchen (Nordwest-Teil, 2.983 m²)
  - Gemarkung Eglhartinger Forst/Staatsforstdistrikt X Antonibrunnen) (Südteil, 19.729 m²)
- Hohenlindener Sauschütt (Staatsforstdistrikt I Forst Hohenlinden, Exklave der Gemeinde Hohenlinden, Gemarkung Ebersberger Forst) (8.257 m²)
- Anzinger Sauschütt (Staatsforstdistrikt VIII Fichten, frühere Exklave der Gemeinde Anzing, jetzt Teil des gemeindefreien Gebiets Anzinger Forst)

## Verkehrsanbindung

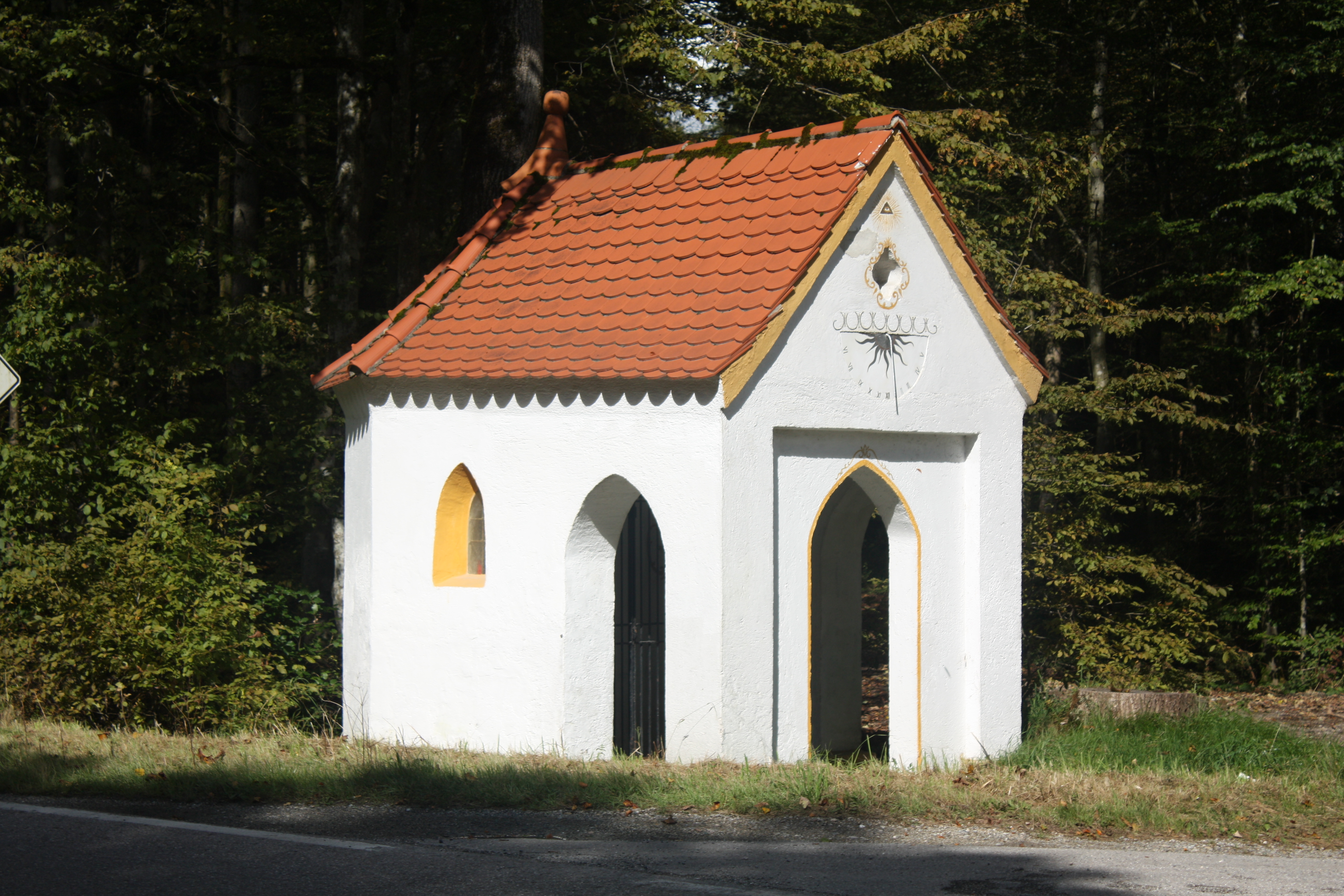
Die Hubertuskapelle an der Staatsstraße 2080

Der Ebersberger Forst ist über die S-Bahnlinien S2 (Stationen Poing und Markt Schwaben mit Buslinien nach Ebersberg) und S4 (Stationen Zorneding, Eglharting, Kirchseeon und Ebersberg), sowie über die A 94, die B 12 und die B 304 von München aus zu erreichen. Durch den Forst führen die Staatsstraßen Ebersberg–Forstinning (2080), Ebersberg–Hohenlinden und die Schotterstraße Ebersberg–Anzing.
Der Wald wird hauptsächlich durch gerade Schotterwege in West-Ost- und Nord-Süd-Richtung erschlossen. Nur die Fahrstraßen und die Wege innerhalb der Wildruhezone entsprechen nicht diesem Muster. Von den insgesamt 210 Kilometern Forststraßen werden 150 Kilometer regelmäßig gepflegt, d. h. alle fünf bis sechs Jahre wird eine neue Kiesdecke aufgebracht. Ansonsten schieben die Förster fünfmal im Jahr Kies vom Wegrand zurück in die Mitte.
Nach dem Nonnenraupenbefall wurde zum Abtransport des abgestorbenen Holzes 1890 innerhalb von zehn Wochen eine Waldbahn im Ebersberger Forst angelegt. Es entstand eine acht Kilometer lange Strecke in Normalspur, die den Forst mit dem Bahnhof Kirchseeon an der Bahnstrecke München–Rosenheim verband. An der Strecke waren fünf Ladestellen vorhanden, von denen eine mit einem dampfbetriebenen Ladekran ausgestattet war. Ergänzend zur Normalspurstrecke wurden feste Schmalspurgleise mit einer Länge von 35 Kilometern durch den Forst gelegt. Hinzu kamen weitere 35 Kilometer fliegende Gleise, die je nach Bedarf mit Pferdefuhrwerken an die nötigen Stellen transportiert wurden. Täglich wurden 77 Eisenbahnwagen mit je 10 Tonnen Holz über die Normalspurbahn zum Bahnhof Kirchseeon abgefahren. Dort wurde ein Teil des Holzes durch das Schwellenwerk Kirchseeon verwendet und der Rest über die Hauptstrecke weitertransportiert. Während der gesamten Aktion transportierten 45.000 Wagen insgesamt 450.000 Tonnen Holz ab. Nach dem Ende des Transports wurden die Gleise der Waldbahn wieder abgebaut und zum Teil bei der Spiegelauer Waldbahn weiterverwendet.

## Geschichte

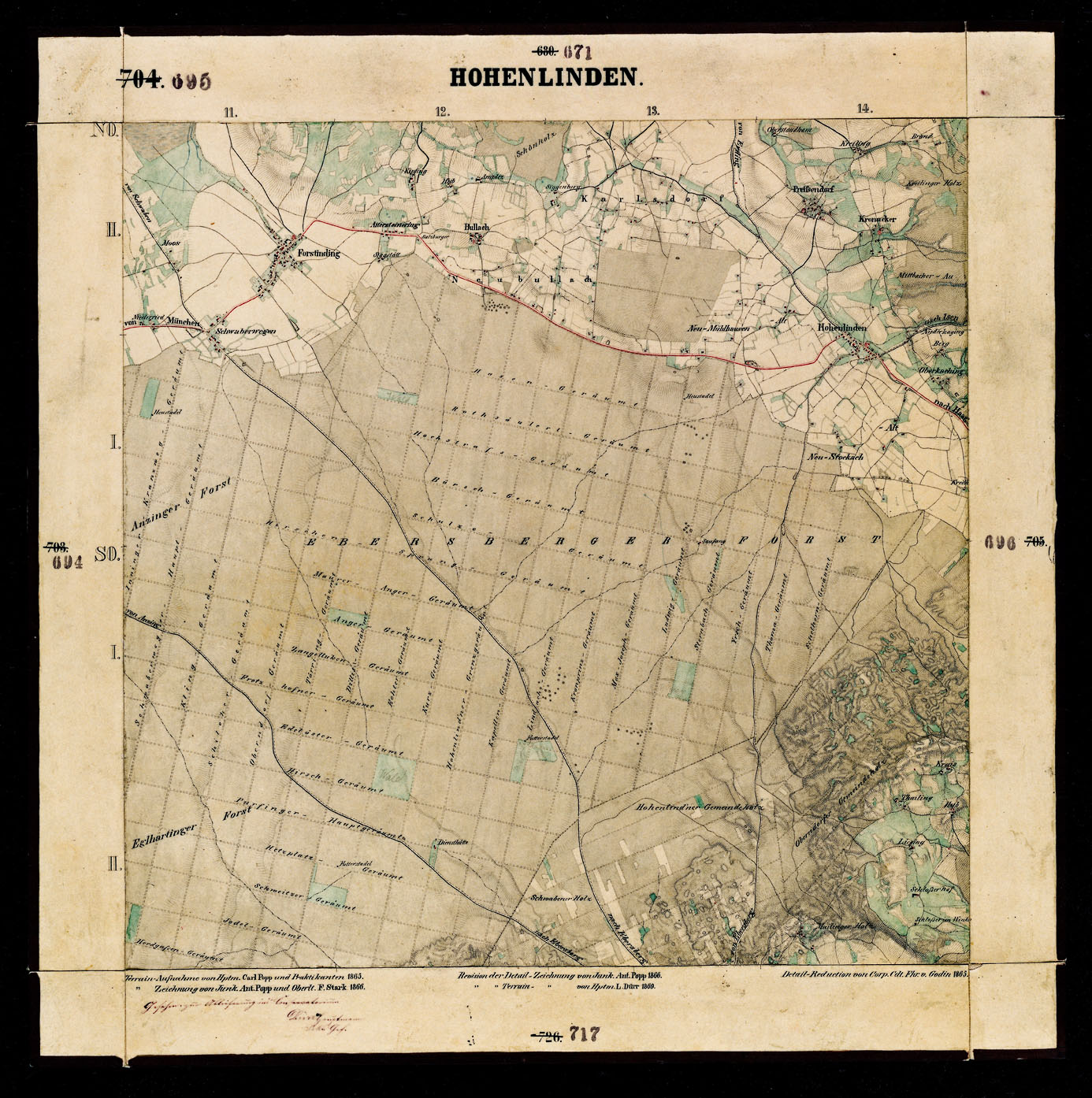
Blatt 695 „Hohenlinden“ der Landesaufnahme Bayern von 1866

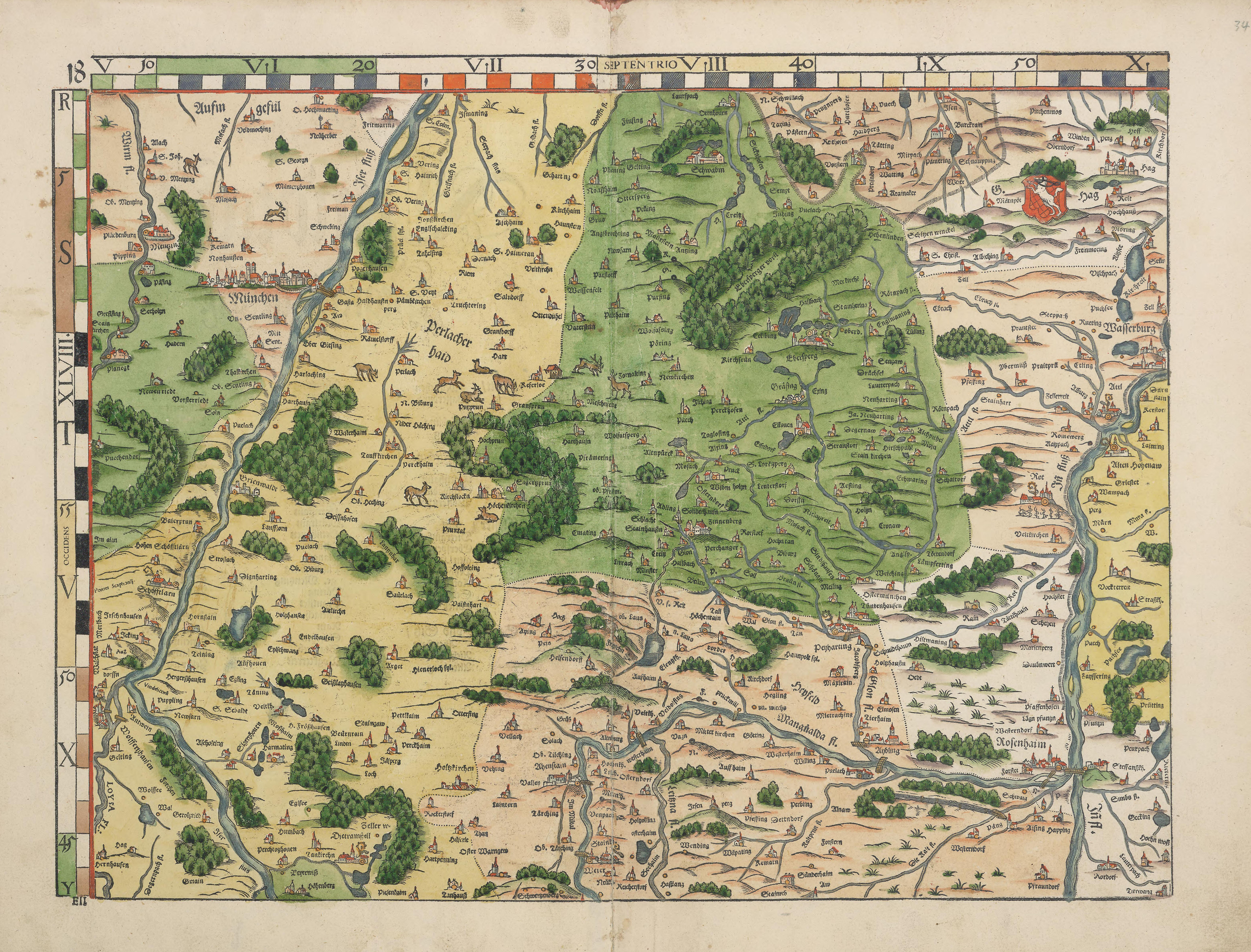
Landtafel 18 von Philipp Apian (1568), mit dem Eberſperger vorst

350 Hügelgräber aus der Hallstattzeit, verteilt auf 22 Gruppen, sind im Ebersberger Forst bekannt. Sie enthielten Keramiken, Bronzeschmuck und Waffen.
Ursprünglich Teil des Urwaldgürtels zwischen Inn und Isar, wurde das Gebiet im Mittelalter zum Wildbannforst. Im 13. Jahrhundert erließ der Benediktinerabt des Klosters Ebersberg mit dem „Forst-Weistum“ eine der ältesten deutschen Forstordnungen. Der westliche Teil des Forstes war damals kurfürstlich, der östliche blieb bis zur Säkularisation in Bayern 1803 in klösterlichem Besitz. Trotz dieser und folgender Verordnungen zum Schutz des Waldes wurde dieser weiter ausgeplündert.
Mitte des 18. Jahrhunderts wurden die heute noch prägenden Raster an im Winter geräumten Wegen angelegt. Diese tragen als Namenszusatz Geräumt wie z. B. Hetzplatz Geräumt.
Im 17. und 18. Jahrhundert trat die Forstwirtschaft zugunsten der Jagd zurück, der Wildbestand nahm zu dieser Zeit stark zu und das äsende Wild verursachte große Schäden auf den umliegenden Feldern. Deshalb wurde 1817 das Waldgebiet zum Wildpark erklärt und mit einem Eichenzaun eingezäunt. Zu Beginn des 19. Jahrhunderts wurden die heute noch prägenden Fichtenmonokulturen angelegt, die einen hohen Holzertrag liefern, aber nicht sehr robust gegen Umwelteinflüsse sind.
Schwere Schäden erlitt der Wald 1890 und 1894 durch die Raupen der Nonne (Lymantria monacha), die 1890 fast die Hälfte des Waldes kahlfraßen. Die Falter flogen in dieser Zeit bis in die Münchner Biergärten. In einem zeitgenössischen Bericht heißt es: „Der Falterflug zur Hauptschwärmzeit war ungeheuer. Namentlich in den kahlgefressenen Beständen glich er einem Schneegestöber“. Der Kiefernspanner (Bupalus piniaria) richtete in den Jahren 1892 und 1893 große Schäden an, und immer wieder setzten Sturm und Hagel dem Wald zu. Fast vierzig Jahre dauerte die anschließende Aufforstung der riesigen Kahlflächen.
Nach dem Zweiten Weltkrieg wurde der Zaun des Wildparks im Osten zur Staatsstraße Ebersberg-Forstinning zurückverlegt. Der eingezäunte Westteil bekam dadurch seine heutige Größe von rund 4.989 ha.
In den 1960er Jahren bewarb sich die Bayerische Staatsregierung um die Ansiedelung des internationalen Protonen-Großbeschleunigers des CERN auf einem Viertel der Fläche des Ebersberger Forstes. Nach heftigen Protesten aus der Bevölkerung wurde dieser Plan aufgegeben; der Beschleuniger kam letztlich nach Genf. Später war der Wald als Standort für den Neubau des Münchner Großflughafens im Gespräch, die Wahl fiel jedoch auf das Erdinger Moos.
1990 hinterließen die Orkane Vivian und Wiebke große Kahlflächen.
Bekannt wurde der Ebersberger Forst auch durch die urbane Legende der „weißen Frau von Ebersberg“. In der Nähe der „Hubertuskapelle“ an der Staatsstraße 2080 zwischen Ebersberg und Schwaberwegen soll es immer wieder zu Unfällen kommen. Vorbeifahrende würden in der Kapelle seltsame Lichter sehen und eine geisterhafte Anhalterin möchte mitgenommen werden, angeblich das Gespenst einer jungen Frau, die unweit bei einem Unfall mit Fahrerflucht starb.

## Gewässer

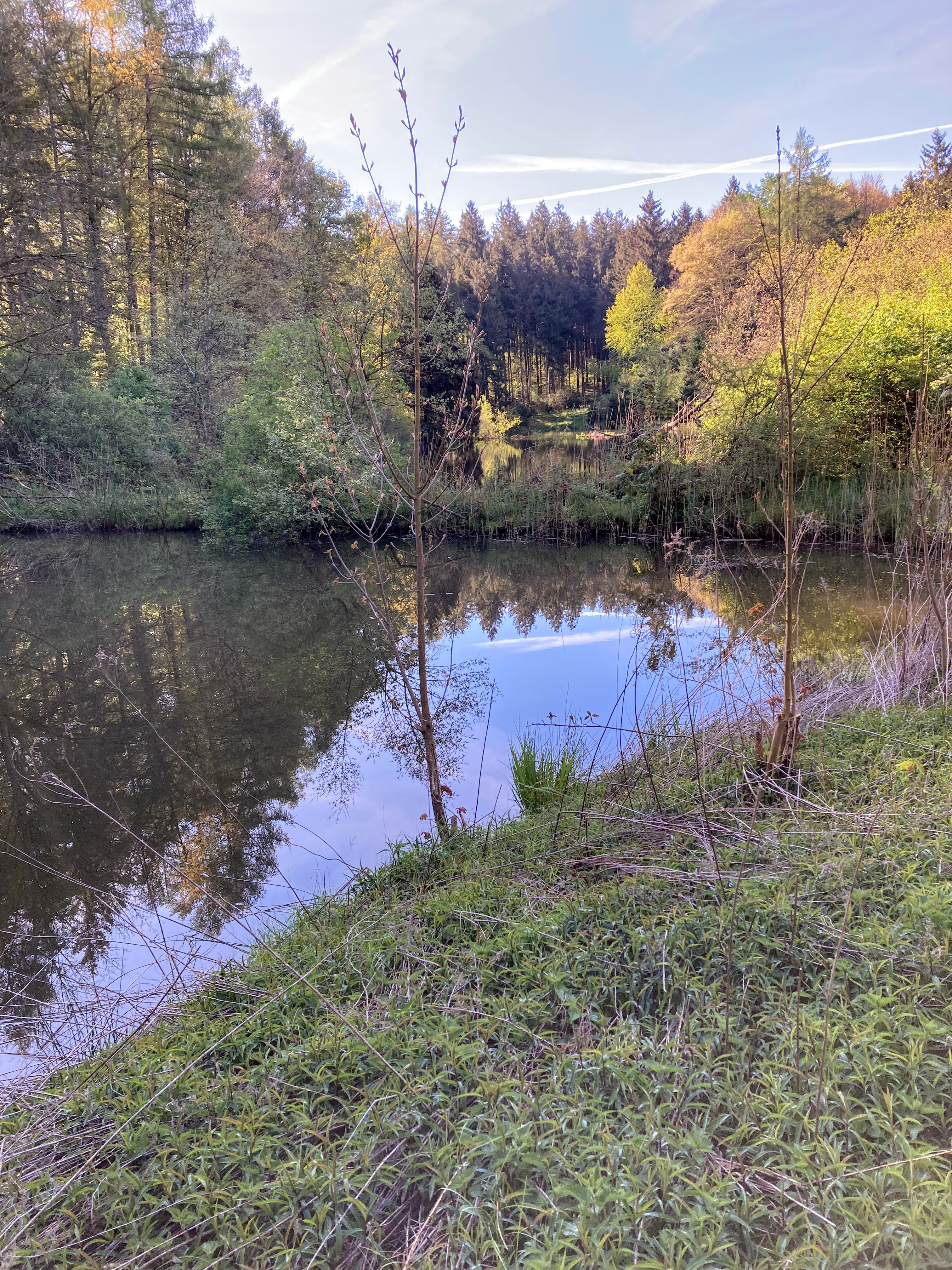
Antoni-Weiher (Lage)
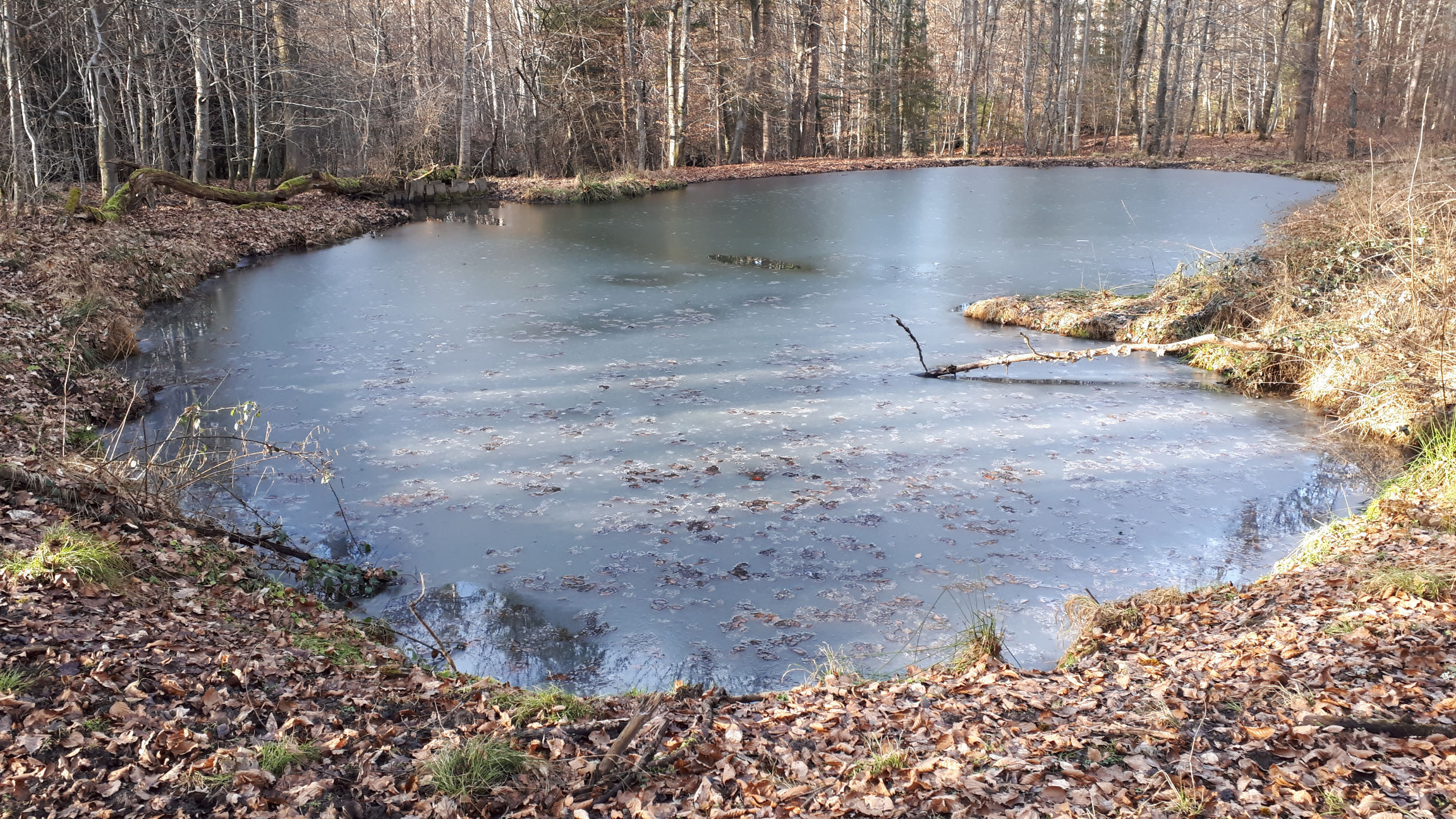
Teich nahe Antoni-Weiher
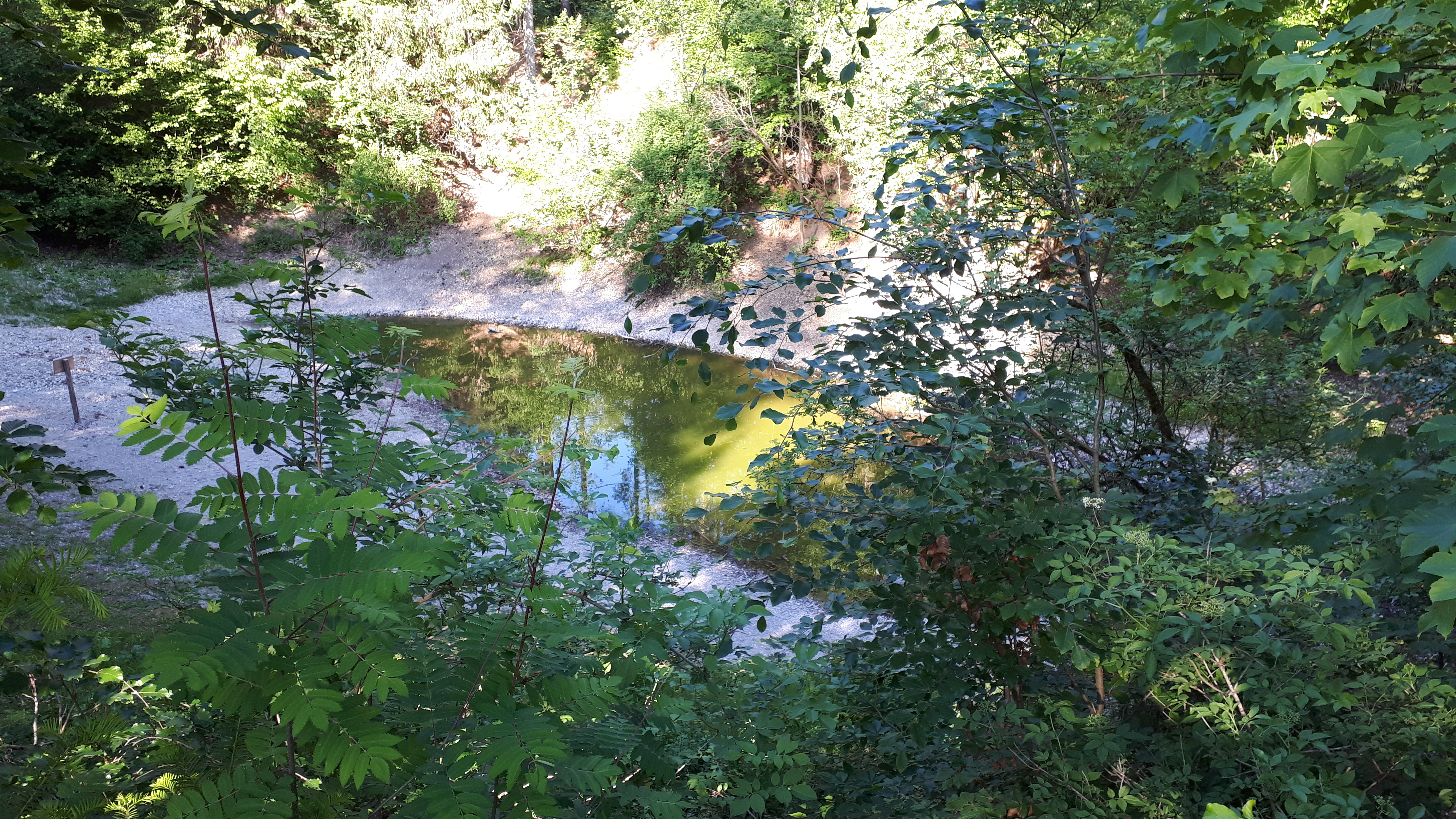
Tümpel Oberschbacher-Geräumt
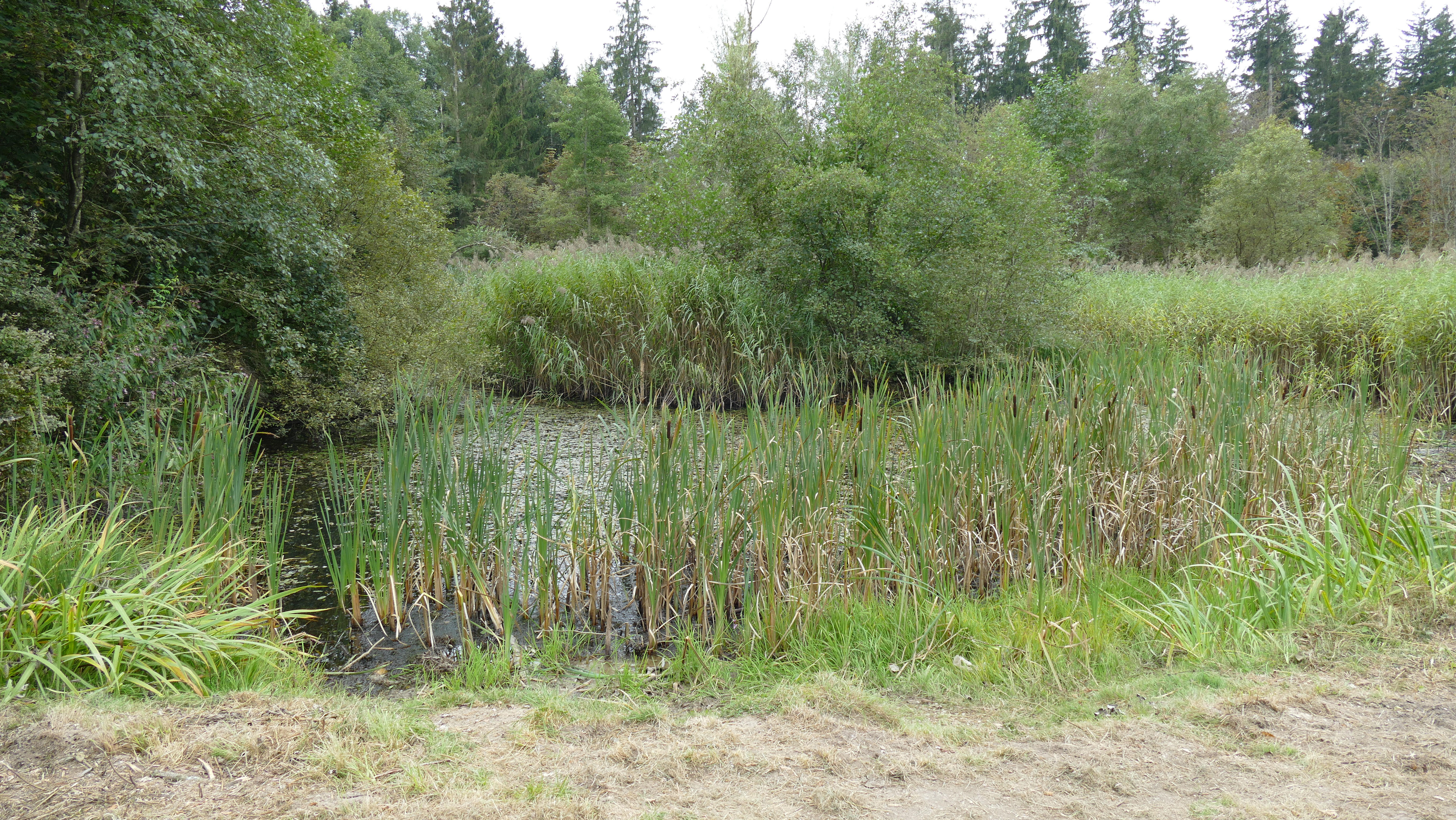
Weiher bei der Schauschütt Hohenlinden
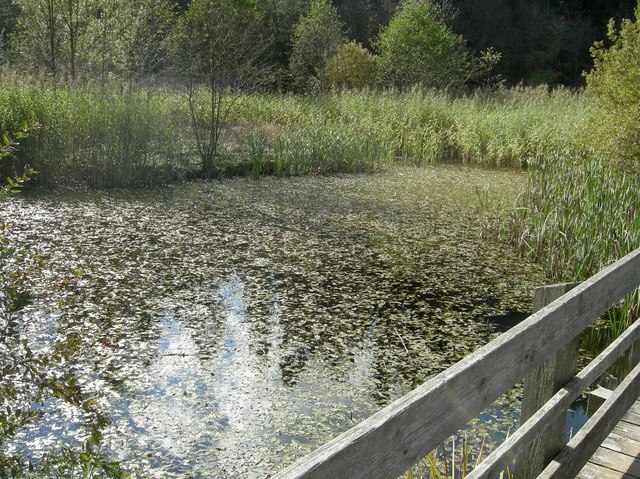
Feuchtbiotop Helmetsmoos bei der Schauschütt Hohenlinden

## Fauna und Flora
Der Ebersberger Forst ist Landschaftsschutzgebiet, Bannwald und im Bereich der südöstlichen Endmoränen-Hügelkette auch FFH-Schutzgebiet.
Der Ebersberger Forst besteht in den zentralen Bereichen vielfach aus Fichtenmonokulturen, die Randbereiche und die Endmoränen im Südosten sind durch artenreiche Eichen- und Buchenmischwälder gekennzeichnet. Aufgrund der Sturmkalamitäten in den 1990er Jahren und des Klimawandels wird die Umwandlung in einen Mischwald von den Bayerischen Staatsforsten vorangetrieben, ganz besonders im welligen Moränengebiet im Südosten, mit Kiefern, Lärchen, Tannen, Buchen, Eichen, Linden und anderen Laubbaumarten.
Neben großflächigen Aufwuchsflächen gibt es mehrere Wiesen, die teilweise mit Wildobstbäumen umgeben sind. Außer dem Lebensraum für Wild (Wildschweine, Rotwild) ist der ökologische Wert durch die Wiesen und die Waldränder an den breiten Kieswegen gegeben. Diese Lebensräume sind besonders wertvoll für Insekten wie Schmetterlinge, Heuschrecken und Libellen, die wiederum anderen Tieren, vor allem Kleinsäugern und Vögeln, als Nahrung dienen.

## Heutige Funktion
Die gute Erreichbarkeit und die Nähe zu München haben den Ebersberger Forst zu einem der beliebtesten Naherholungsziele der Münchner werden lassen. Wichtige Ausflugsziele sind der Ebersberger Aussichtsturm (Eisenbetonbau von 1914, 1991/1992 renoviert), das Museum Wald und Umwelt mit dem angegliederten NaturErlebnisPfad der Umweltstation Ebersberger Forst sowie die beiden bewirtschafteten Forsthäuser St. Hubertus (bei Ebersberg) und Hohenlindener Sauschütt mit Waldlehrpfad und Rot-, Dam- und Schwarzwildgehege.
Seit 2011 wird immer wieder über Windkraftanlagen im Ebersberger Forst diskutiert. Bei einem vom Kreistag initiierten Ratsentscheid im Landkreis Ebersberg am 16. Mai 2021 hat eine Mehrheit von 52,74 Prozent für die Fortführung der Planung von fünf Windkraftanlagen im Forst gestimmt.
Auch als Steueroase wurde über den Ebersberger Forst berichtet, weil sich hier Briefkastenfirmen aufgrund des niedrigen Gewerbesteuersatzes angesiedelt haben. Die entsprechenden Mietverträge wurden 2020 gekündigt. Auch die Unicredit Bank soll über eineinhalb Jahrzehnte einen Firmensitz im Ebersberger Forst vorgetäuscht haben.

## Belege
- Haus der Bayerischen Geschichte – Heft 27 : Bayerns Wälder. 250 Jahre Bayerische Staatsforstverwaltung (PDF-Datei; 3,65 MB).
- Bayerischer Wald Verein – Die Krankengeschichte des Waldes in Bayern. (Memento vom 13. Juni 2008 im Internet Archive)